# Fragaria nilgerrensis
Fragaria nilgerrensis är en rosväxtart. Fragaria nilgerrensis ingår i släktet smultronsläktet, och familjen rosväxter.

## Underarter
Arten delas in i följande underarter:
- F. n. nilgerrensis
- F. n. mairei